# Estación de Vigo-Urzáiz
Estación de Vigo-Urzáiz vasútállomás Spanyolországban, Vigo településen.

## Vasútvonalak
Az állomást az alábbi vasútvonalak érintik:
- Atlanti-tengely nagysebességű vasútvonal

## Kapcsolódó állomások
A vasútállomáshoz az alábbi állomások vannak a legközelebb: